# Diecezja świdnicka

Mapa diecezji świdnickiej

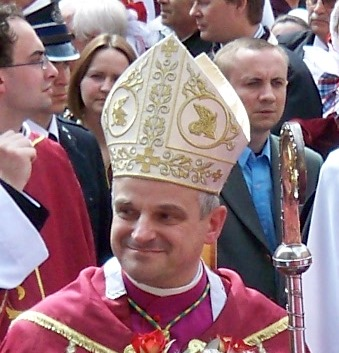
Marek Mendyk – bp diecezji

Diecezja świdnicka (łac. dioecesis suidniciensis; niem. Bistum Schweidnitz; cz. diecéze svídnická) – jedna z trzech diecezji obrządku łacińskiego w metropolii wrocławskiej. Została ustanowiona 24 lutego 2004 przez papieża Jana Pawła II dekretem uzupełniającym bullę Totus Tuus Poloniae populus (z łac. Cały Twój lud w Polsce), który wszedł w życie 25 marca 2004.

## Historia
24 lutego 2004 Jan Paweł II, po konsultacjach nuncjatury apostolskiej w Polsce, dokonał wyboru Świdnicy (spośród kilku miast południowo-zachodniego Śląska, w tym Nysy, Wałbrzycha, Kłodzka i Świdnicy) na stolicę nowej diecezji na Dolnym Śląsku. Zrealizował w ten sposób założenia bulli Totus Tuus Poloniae populus. Nowa diecezja powstała z przyporządkowania 13 dekanatów wyłączonych z archidiecezji wrocławskiej i 8 dekanatów z diecezji legnickiej.
Jan Paweł II mianował i prekonizował pierwszego biskupa diecezjalnego, którym został ks. infułat Ignacy Dec – dotychczasowy rektor Papieskiego Wydziału Teologicznego we Wrocławiu. Uroczysty ingres do katedry świdnickiej i święcenia biskupie miały miejsce 25 marca 2004. Głównym szafarzem święceń był kard. Henryk Gulbinowicz – arcybiskup metropolita wrocławski. W inauguracji nowej diecezji wzięło udział wiele osób ze świata nauki i duchowieństwa, na czele z szeroką reprezentacją Konferencji Episkopatu Polski, na czele z jej przewodniczącym abp Józefem Michalikiem oraz prymasem kard. Józefem Glempem. Obecny był także nuncjusz apostolski w Polsce abp Józef Kowalczyk.
Biskup rozpoczął tworzenie struktur diecezjalnych. Na początku erygował świdnicką kurię biskupią, a także powołał diecezjalną Caritas. Ustanowił również radę kapłańską, kolegium konsultorów, radę duszpasterską oraz inne instytucje potrzebne w zarządzaniu diecezją.
8 maja 2004 podczas uroczystej mszy świętej, ogłoszono w obecności m.in. kard. Henryka Gulbinowicza arcybiskupa seniora wrocławskiego i abpa Mariana Gołębiewskiego metropolity wrocławskiego, decyzję o powołaniu do istnienia Wyższego Seminarium Duchownego Diecezji Świdnickiej, którego patronem został św. Wojciech – biskup i męczennik. Biskup Dec utworzył cztery kapituły kanonickie: świdnicką kapitułę katedralną (2005), wałbrzyską kapitułę kolegiacką (2010), kłodzką kapitułę kolegiacką (2016), strzegomską kapitułę kolegiacką (2017).
19 marca 2008 papież Benedykt XVI mianował rektora Wyższego Seminarium Duchownego Diecezji Świdnickiej – ks. prałata Adama Bałabucha, pierwszym biskupem pomocniczym w dziejach diecezji świdnickiej.
W latach 2015–2017 po diecezji peregrynowała figura Matki Bożej Fatimskiej.
31 marca 2020 papież Franciszek mianował nowego biskupa diecezjalnego świdnickiego. Został nim Marek Mendyk – dotychczasowy biskup pomocniczy diecezji legnickiej. 23 kwietnia 2020 kanonicznie objął diecezję, natomiast ingres do katedry św. Stanisława i św. Wacława w Świdnicy odbył 12 września 2020.

## Biskupi

### Biskup diecezjalny
- bp Marek Mendyk – od 2020

### Biskup pomocniczy
- bp Adam Bałabuch (wikariusz generalny) – od 2008

### Biskup senior
- bp Ignacy Dec – biskup diecezjalny w latach 2004–2020, senior od 2020

## Instytucje

### Świdnicka Kuria Biskupia
- wydział duszpasterski → Świdnica
  - duszpasterstwo chorych
  - duszpasterstwo Eucharystycznego Ruchu Młodych
  - duszpasterstwo głuchoniemych i niewidomych
  - duszpasterstwo grup modlitewnych Odnowy w Duchu Świętym
  - duszpasterstwo harcerek i harcerzy
  - duszpasterstwo kierowców
  - duszpasterstwo kobiet
  - duszpasterstwo kolejarzy
  - duszpasterstwo leśników i myśliwych
  - duszpasterstwo ludzi pracy
  - duszpasterstwo młodzieży
  - duszpasterstwo młodzieży akademickiej
  - duszpasterstwo nauczycieli
  - duszpasterstwo niepełnosprawnych
  - duszpasterstwo policji
  - duszpasterstwo ds. powołań
  - duszpasterstwo prawników
  - duszpasterstwo rodzin
  - duszpasterstwo rolników
  - duszpasterstwo samorządowców
  - duszpasterstwo służby liturgicznej
  - duszpasterstwo służby zdrowia
  - duszpasterstwo sportowców
  - duszpasterstwo strażaków
  - duszpasterstwo trzeźwości
  - duszpasterstwo wiernych tradycji łacińskiej
  - duszpasterstwo turystyczno-pielgrzymkowe
  - duszpasterstwo Honorowych Dawców Krwi
  - koordynator Dzieła Biblijnego
  - koordynator pielgrzymek zagranicznych
  - duszpasterstwo kół Żywego Różańca
  - duszpasterstwo Unii Apostolskiej Kapłanów
  - duszpasterstwo nadzwyczajnych szafarzy Komunii Świętej
  - duszpasterstwo ds. ekumenizmu
  - duszpasterstwo ds. środków społecznego przekazu
  - moderator Ruchu Światło-Życie
  - moderator Kręgów Rodzin Ruchu Światło-Życie
  - przewodnik pieszych pielgrzymek
  - asystent Akcji Katolickiej
  - asystent Katolickiego Stowarzyszenia Civitas Christiana
  - asystent Katolickiego Stowarzyszenia Młodzieży
  - asystent Komitetu Organizacyjnego Polsko-Czeskich Dni Kultury Chrześcijańskiej
  - asystent Rodzin Szkół im. Jana Pawła II
  - asystent Stowarzyszenia Krwi Chrystusa
  - asystent Stowarzyszenia Rodzin Katolickich
  - ojcowie duchowni
  - egzorcysta
  - penitencjarz katedralny
  - ceremoniarz katedralny
  - delegaci ds. oceny treści religijnych
  - referat ds. muzyki kościelnej i studium organistowskie
  - referat ds. życia konsekrowanego
  - referat misyjny
  - referat pielgrzymkowo-turystyczny
  - studium życia rodzinnego
- wydział administracyjny → Świdnica,
  - kancelaria Świdnickiej Kurii Biskupiej
- wydział katechetyczny → Świdnica,
  - wizytatorzy katechizacji
  - Fundacja Dzieło Nowego Tysiąclecia
- wydział nauki katolickiej → Świdnica,
- wydział gospodarczy → Świdnica,

### Inne instytucje
- Caritas Diecezji Świdnickiej → Świdnica
  - NZOZ Stacja Opieki Caritas Diecezji Świdnickiej → Świdnica
- Dom Księży Emerytów → Świdnica
- Sąd Biskupi → Świdnica
- Księgarnia diecezjalna → Świdnica
- Archiwum Diecezjalne → Świdnica
- Diecezjalna Specjalistyczna Poradnia Rodzinna → Świdnica
- Poradnia psychologiczna → Świdnica
- Wyższe Seminarium Duchowne Diecezji Świdnickiej → Świdnica

## Kapituły
- Świdnicka Kapituła Katedralna → Świdnica
- Wałbrzyska Kapituła Kolegiacka MB Bolesnej i Św. Aniołów Stróżów → Wałbrzych
- Kłodzka Kapituła Kolegiata Wniebowzięcia Najświętszej Maryi Panny w Kłodzku → Kłodzko
- Strzegomska Kapituła w Bazylice kolegiackiej św. Piotra i Pawła

## Główna świątynia
- Katedra św. Stanisława Biskupa i Męczennika i św. Wacława Męczennika w Świdnicy (rocznica poświęcenia: 30 stycznia)

## Bazyliki mniejsze
- Bazylika Matki Bożej Wambierzyckiej Królowej Rodzin w Wambierzycach (od 1936);
- Bazylika Kolegiacka św. Apostołów Piotra i Pawła w Strzegomiu (od 2002);
- Bazylika Nawiedzenia Najświętszej Maryi Panny w Bardzie Śląskim (od 2008).

## Sanktuaria
- Sanktuarium Matki Bożej Strażniczki Wiary w Bardzie Śląskim (sanktuarium diecezjalne);
- Sanktuarium NMP Królowej Rodzin w Wambierzycach (sanktuarium diecezjalne);
- Sanktuarium św. Józefa, opiekuna rodzin w Bolesławowie (sanktuarium regionalne);
- Sanktuarium NMP Bolesnej → Wałbrzych (sanktuarium regionalne);
- Sanktuarium NMP Łaskawej z Dzieciątkiem → Kiełczyn (sanktuarium regionalne);
- Sanktuarium NMP Przyczyny Naszej Radości → Góra Igliczna (sanktuarium diecezjalne);
- Sanktuarium Matki Bożej Świdnickiej Uzdrowienia Chorych[9] → katedra świdnicka (sanktuarium regionalne);
- Sanktuarium św. Józefa Oblubieńca Najświętszej Maryi Panny[9] → Świdnica (sanktuarium diecezjalne);
- Sanktuarium Relikwii Krzyża Świętego → Wałbrzych (sanktuarium diecezjalne);
- Sanktuarium Miłosierdzia Bożego → Świdnica (sanktuarium regionalne);
- Sanktuarium NMP Bolesnej → Bobolice (sanktuarium regionalne);
- Sanktuarium NMP Bolesnej → Nowa Ruda-Słupiec, Góra Wszystkich Świętych (sanktuarium regionalne);
- Sanktuarium NMP Bolesnej → Stary Wielisław (sanktuarium regionalne);
- Sanktuarium NMP Uzdrowienia Chorych → Lądek-Zdrój (sanktuarium regionalne);
- Sanktuarium NMP Nieustającej Pomocy → Polanica-Zdrój (sanktuarium regionalne)[10].

## Kolegiaty
- Kolegiata NMP Bolesnej i Aniołów Stróżów w Wałbrzych (od 2010);
- Kolegiata Wniebowzięcia Najświętszej Maryi Panny w Kłodzku (od 2016);
- Bazylika kolegiacka św. Apostołów Piotra i Pawła w Strzegomiu (od 2017).

## Zakony żeńskie
- augustianki → Bielawa (2 domy)
- boromeuszki trzebnickie → Kamieniec Ząbkowicki, Polanica-Zdrój
- siostry Bożego Serca → Bardo, Starczów
- dominikanki → Budzów, Kłodzko
- elżbietanki → Bardo, Duszniki-Zdr., Dzierżoniów, Jedlina-Zdr., Kudowa-Zdr., Lewin Kł., Strzegom, Świdnica, Wałbrzych (3 domy)
- felicjanki → Stoszowice
- franciszkanki szpitalne → Boguszyn, Kłodzko, Ludwikowice Kł., Ołdrzychowice Kł.
- jadwiżanki → Polanica-Zdrój, Szalejów Górny, Świdnica
- józefitki → Bolków, Polanica-Zdrój (2 domy)
- klaryski → Kłodzko, Ząbkowice Śląskie
- klawerianki → Świdnica
- marianki→ Bardo, Piszkowice, Ścinawka Średnia
- misjonarki Krwi Chrystusa → Wilkanów
- siostry Niepokalanego Serca Maryi → Kudowa-Zdrój
- niepokalanki → Wałbrzych
- benedyktynki obliczanki → Ząbkowice Śląskie
- siostry Opatrzności Bożej → Niemcza
- prezentki → Świdnica
- franciszkanki Rodziny Maryi → Świdnica, Wałbrzych
- salezjanki → Dzierżoniów, Nowa Ruda, Pieszyce
- służebnice Ducha Świętego → Polanica-Zdrój
- służebniczki śląskie → Kłodzko, Kudowa-Zdrój, Szczawno-Zdrój
- siostry Notre Dame → Świebodzice
- terezjanki→ Ścinawka Dolna
- urszulanki (czarne) → Bardo, Polanica-Zdrój

## Zakony męskie
- bonifratrzy → Ząbkowice Śląskie
- franciszkanie → Duszniki-Zdrój (2 domy), Kłodzko, Wambierzyce
- jezuici → Kłodzko
- klaretyni → Kudowa-Zdrój
- misjonarze świętej Rodziny → Szczytna (2 domy)
- pallotyni → Przedborowa, Wałbrzych, Ząbkowice Śląskie
- paulini → Świdnica
- redemptoryści → Bardo
- sercanie biali → Gorzanów, Polanica-Zdrój (2 domy), Stara Łomnica, Stary Wielisław

## Patroni
- Pierwszorzędny patron diecezji:
  - Święty Stanisław – biskup i męczennik (8 maja)
- Pozostali patroni:
  - św. Jadwiga Śląska - patronka Śląska
  - św. Jan Chrzciciel – patron metropolii wrocławskiej
  - NMP Królowa Rodzin – patronka ziemi kłodzkiej
  - Matka Boska Bolesna – patronka Wałbrzycha
  - św. Jan Paweł II – patron Świdnicy
  - św. Florian – patron Bystrzycy Kłodzkiej
  - św. Piotr Apostoł – patron Dusznik-Zdroju
  - św. Jerzy – patron Dzierżoniowa
  - święci Piotr i Paweł – patroni Strzegomia

## Świdniccy błogosławieni i męczennicy
- Władysław Błądziński (1908–1944) – błogosławiony i męczennik Kościoła katolickiego z czasów II wojny światowej. W 1944 roku został aresztowany i przewieziony do obozu koncentracyjnego w Gross-Rosen, tu pracował w kamieniołomie, gdzie go zamordowano[11].
- Mikołaj Gross (1898–1945) – błogosławiony i męczennik Kościoła katolickiego, w 1922 przez kilka miesięcy mieszkaniec Wałbrzycha, działacz związkowy i górnik, przeciwnik nazizmu, zamordowany w więzieniu Berlin-Plötzensee[12].
- Gerhard Hirschfelder (1907–1942) – ur. w Kłodzku, błogosławiony i męczennik Kościoła katolickiego, duszpasterz młodzieży, przeciwnik nazizmu, który za obronę zasad wiary i krzyża przed zbezczeszczeniem przez młodzież nazistowską trafił do obozu KL Dachau, gdzie zmarł z wycięczenia organizmu.
- hr. Michael von Matuschka (1888–1944) – sługa Boży, polityk, ur. w Świdnicy, urzędnik państwowy, przeciwnik nazizmu, zamordowany w więzieniu Berlin-Plötzensee za udział w zamachu na życie Hitlera.

## Domy rekolekcyjne
- diecezjalny dom rekolekcyjny → Bardo;
- ojców sercanów białych → Polanica-Zdrój;
- sióstr jadwiżanek → Polanica-Zdrój;
- sióstr elżbietanek → Strzegom;
- Dom Pielgrzyma → Wambierzyce;
- Caritas → Zagórze Śląskie.

## Wydawnictwa i media
- Biblioteka Diecezji Świdnickiej
- „Gość Niedzielny”, edycja diecezjalna
- „Niedziela”, edycja diecezjalna
- „Świdnickie Studia Teologiczne”
- „Świdnickie Wiadomości Kościelne”
- Wydawnictwa Diecezji Świdnickiej

## Podział administracyjny
Diecezja świdnicka podzielona jest na 24 dekanaty:

## Miasta diecezji
| lp. | Herb | Miasto               | Powiat         | Dekanat                                              | Liczba ludności | Liczba parafii |
| --- | ---- | -------------------- | -------------- | ---------------------------------------------------- | --------------- | -------------- |
| 1   |      | Wałbrzych            | Wałbrzych      | Wałbrzych-Południe Wałbrzych-Północ Wałbrzych-Zachód | 111 356         | 17             |
| 2   |      | Świdnica             | świdnicki      | Świdnica-Wschód Świdnica-Zachód                      | 56 803          | 7              |
| 3   |      | Dzierżoniów          | dzierżoniowski | Dzierżoniów                                          | 33 137          | 4              |
| 4   |      | Bielawa              | dzierżoniowski | Bielawa                                              | 29 872          | 4              |
| 5   |      | Kłodzko              | kłodzki        | Kłodzko                                              | 26 742          | 5              |
| 6   |      | Świebodzice          | świdnicki      | Świebodzice                                          | 22 744          | 5              |
| 7   |      | Nowa Ruda            | kłodzki        | Nowa Ruda Nowa Ruda-Słupiec                          | 21 908          | 3              |
| 8   |      | Strzegom             | świdnicki      | Strzegom                                             | 16 032          | 2              |
| 9   |      | Boguszów-Gorce       | wałbrzyski     | Wałbrzych-Południe                                   | 15 310          | 3              |
| 10  |      | Ząbkowice Śląskie    | ząbkowicki     | Ząbkowice Śląskie-Południe Ząbkowice Śląskie-Północ  | 14 929          | 3              |
| 11  |      | Bystrzyca Kłodzka    | kłodzki        | Bystrzyca Kłodzka                                    | 10 047          | 1              |
| 12  |      | Kudowa-Zdrój         | kłodzki        | Kudowa-Zdrój                                         | 9886            | 3              |
| 13  |      | Pieszyce             | dzierżoniowski | Bielawa                                              | 7095            | 2              |
| 14  |      | Żarów                | świdnicki      | Żarów                                                | 6698            | 1              |
| 15  |      | Piława Górna         | dzierżoniowski | Piława Górna                                         | 6394            | 1              |
| 16  |      | Głuszyca             | wałbrzyski     | Głuszyca                                             | 6335            | 2              |
| 17  |      | Polanica-Zdrój       | kłodzki        | Polanica-Zdrój                                       | 6307            | 3              |
| 18  |      | Stronie Śląskie      | kłodzki        | Lądek-Zdrój                                          | 5679            | 1              |
| 19  |      | Szczawno-Zdrój       | wałbrzyski     | Wałbrzych-Zachód                                     | 5569            | 1              |
| 20  |      | Lądek-Zdrój          | kłodzki        | Lądek-Zdrój                                          | 5557            | 1              |
| 21  |      | Szczytna             | kłodzki        | Polanica-Zdrój                                       | 5130            | 2              |
| 22  |      | Jaworzyna Śląska     | świdnicki      | Żarów                                                | 5111            | 1              |
| 23  |      | Bolków               | jaworski       | Bolków                                               | 4967            | 1              |
| 24  |      | Jedlina-Zdrój        | wałbrzyski     | Głuszyca                                             | 4820            | 1              |
| 25  |      | Duszniki-Zdrój       | kłodzki        | Kudowa-Zdrój                                         | 4545            | 2              |
| 26  |      | Kamieniec Ząbkowicki | ząbkowicki     | Kamieniec Ząbkowicki                                 | 4533            | 1              |
| 27  |      | Mieroszów            | wałbrzyski     | Głuszyca                                             | 4045            | 1              |
| 28  |      | Niemcza              | dzierżoniowski | Piława Górna                                         | 2963            | 1              |
| 29  |      | Złoty Stok           | ząbkowicki     | Kamieniec Ząbkowicki                                 | 2728            | 1              |
| 30  |      | Międzylesie          | kłodzki        | Międzylesie                                          | 2561            | 1              |
| 31  |      | Bardo                | ząbkowicki     | Kamieniec Ząbkowicki                                 | 2553            | 1              |
| 32  |      | Radków               | kłodzki        | Nowa Ruda-Słupiec                                    | 2413            | 1              |

## Diecezje sąsiednie

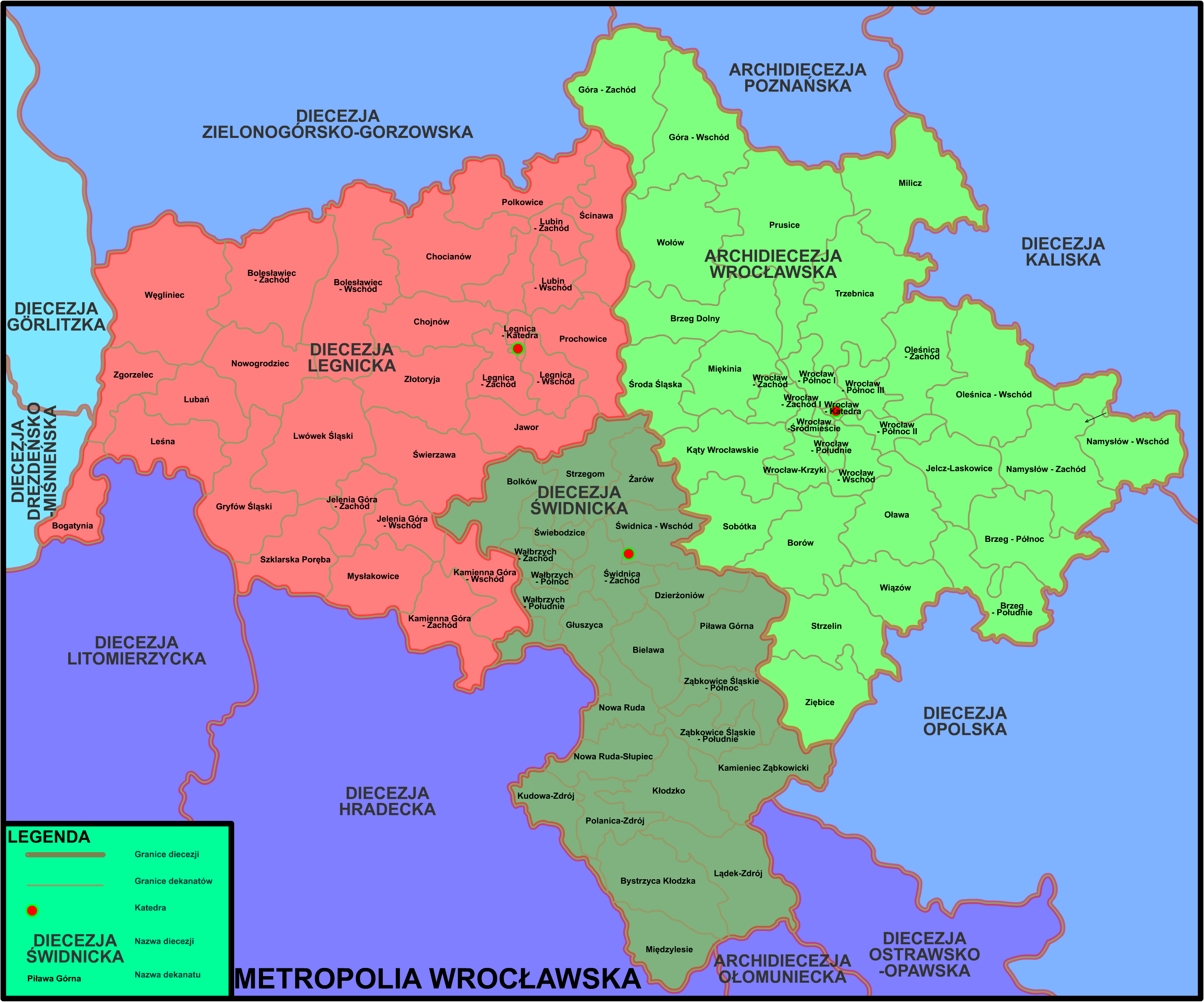
Metropolia wrocławska

- Polska
  - Metropolia wrocławska
    - Archidiecezja wrocławska
    - Diecezja legnicka

  - Metropolia katowicka
    - Diecezja opolska
- Czechy
  - Metropolia czeska
    - Diecezja hradecka

  - Metropolia morawska
    - Archidiecezja ołomuniecka
    - Diecezja ostrawsko-opawska